# Fernando del Pulgar
Fernando del Pulgar ou Hernando del Pulgar (Toledo, c.1436 - [?], 1493), foi um historiador e cronista castelhano que serviu o rei Henrique IV de Castela e os Reis Católicos. É o autor da Crónica dos Reis Católicos (1481-1490).

## Ligações Externas
- «Biografías y Vidas» (em espanhol)
- Coplas de mingo reuulgo, Lisboa, 1525, na Biblioteca Nacional de Portugal